# Natalia Goundareva
Natalia Gueorguievna Goundareva (en russe : Наталья Георгиевна Гундарева), née le 28 août 1948 à Moscou (Union soviétique) et morte le 15 mai 2005  dans la même ville de Moscou (fédération de Russie), est une actrice soviétique puis russe.

## Biographie
Diplômée de l'Institut d'art dramatique Boris Chtchoukine en 1971, Natalia Goundareva a intégré la troupe du Théâtre Maïakovski dont elle devint l'une des vedettes et auquel elle est restée fidèle jusqu'à la fin de sa vie.
Artiste du Peuple de la RSFSR (1986) et lauréate du prix d'État de l'URSS (1984), Goundareva a remporté quatre fois le titre d'actrice soviétique de l'année (1977, 1981, 1985, 1990), attribué par le magazine Sovetski ekran. Elle est surtout connue pour ses rôles dans des films comme L'Automne (Осень, 1975), Une femme douce (Сладкая женщина, 1977), Le Marathon d'automne (1979), Une fois, vingt ans plus tard (Однажды двадцать лет спустя, 1981),.
En 1993-1995, Goundareva est active dans la Douma au sein du groupe parlementaire Femmes de Russie d'Ekaterina Lakhova.
En 2001, l'actrice a reçu l'invitation d'Oleg Tabakov d'incarner Madeleine Béjart dans l'adaptation de Molière ou la Cabale des dévots (Кабала святош, 1929) de Mikhaïl Boulgakov au Théâtre d'art Anton Tchekhov. Elle a commencé les répétitions, mais s'est rétractée peu avant le début des représentations.
Dans la nuit du 18 au 19 juillet 2001, Goundareva fut prise d'un malaise à sa datcha dans l'oblast de Moscou. Transportée d'urgence à l'Institut Sklifossovski à Moscou, elle a été hospitalisée avec un diagnostic d'infarctus cérébral. Elle fut opérée à l'Institut de neurochirurgie Bourdenko le 27 juillet. Après une réhabilitation, l'actrice retrouvait progressivement ses capacités physiques et put rentrer chez elle en été 2002. Toutefois son état ne lui permit plus de remonter sur scène. La même année, un traumatisme crânien à la suite d'une chute lui a laissé les séquelles irrécupérables. Le 15 mai 2005, Goundareva est décédée d'un deuxième infarctus cérébral à l'Hôpital Saint Alexis de Moscou. L'actrice est inhumée au cimetière Troïekourovskoïe.

## Distinctions
- 1978 : prix du Komsomol.
- 1980 : prix des frères Vassiliev pour le rôle dans Le Marathon d'automne
- 1984 : prix d’État de l'URSS pour le spectacles Molva et l'adaptation de Lady Macbeth du district de Mtsensk du Théâtre Maïakovski.
- 1986 : artiste du Peuple de la RSFS de Russie.
- 1986 : lauréate du prix Nika dans la nomination actrice de l'année.
- 1996 : lauréate des Turandot de cristal.
- 1998 : ordre du Mérite pour la Patrie.
- 2003 : aigle d'or de l'actrice de l'année.

## Théâtre
- 1975 : Traktirchitsa (Трактирщица) l'adaptation de La Locandiera de Carlo Goldoni, la mise en scène d'Aleksandre Belinski (1928 — 2014)
- 1978 : La Fille du capitaine (Капитанская дочка), l'adaptation du roman éponyme d'Alexandre Pouchkine, mise en scène de Pavel Reznikov

## Filmographie partielle
- 1974 : Automne (Осень) de Andreï Smirnov : Dousia
- 1977 : Les Orphelins (Подранки) de Nikolai Goubenko
- 1978 : Tu veux partir, pars (ru) (Уходя уходи) de Viktor Tregoubovitch
- 1979 : Le Marathon d'automne (Осенний марафон) de Gueorgui Danielia
- 1980 : Un jour, vingt ans après (ru) (Однажды двадцать лет спустя) de Youri Egorov
- 1984 : Et la vie, et les larmes, et l’amour... (И жизнь, и слезы, и любовь...) de Nikolaï Goubenko : Antonina, cuisinière
- 1983 : Foyer pour célibataires (Одиноким предоставляется общежитие) de Samson Samsonov
- 1985 : Par un soir d'hiver à Gagra (Зимний вечер в Гаграх) de Karen Chakhnazarov : chanteuse
- 1985 : Le Dossier personnel du juge Ivanova (Личное дело судьи Ивановой) de Ilia Frez
- 1988 : La Vie de Klim Samguine (Жизнь Клима Самгина) de Viktor Titov (série télévisée en quatorze parties)
- 1989 : Le Cœur n'est pas une pierre (Сердце не камень) d'après la pièce d'Ostrovski, de Léonid Ptchiolkine sur un scénario de Maïa Temiakova[5]
- 1991 : Perdu en Sibérie (Затерянный в Сибири) d'Alexandre Mitta
- 1991 : Promesse du ciel (Небеса обетованные) d'Eldar Riazanov
- 1995 : Vacances moscovites (Московские каникулы) d'Alla Sourikova
- 1998 : Je veux aller en prison (Хочу в тюрьму) d'Alla Sourikova